# Simsbury Center, Connecticut
Simsbury Center är en ort (CDP) i Hartford County, i delstaten Connecticut, USA. Enligt United States Census Bureau har orten en folkmängd på 5 836 invånare (2010) och en landarea på 11,8 km².